# Bogumił Jakubiak
Bogumił Jakubiak (ur. 5 lutego 1946, zm. 13 czerwca 2021) – polski meteorolog, pracujący w dziedzinie mezoskalowych prognoz pogody. W 1994 zaadaptował w Polsce operacyjny system numerycznych prognoz meteorologicznch.

## Praca i wykształcenie
Przez około 20 lat był pracownikiem Instytutu Meteorologii i Gospodarki Wodnej (IMGW). W latach 70. XX wieku działał w zespole pracującym nad odfiltrowanym (tzn. uproszczonym w celu usunięcia z rozwiązania numerycznego fal dźwiękowych i grawitacyjnych) modelem prognoz krótkoterminowych, a od 1985 r. był kierownikiem Zakładu Prognoz Meteorologicznych Długoterminowych IMGW. W momencie instalacji pierwszego superkomputera Cray Y-MP (model EL-98) w Interdyscyplinarnym Centrum Modelowania (ICM) na Uniwersytecie Warszawskim nawiązał z nim współpracę, a następnie przeszedł do pracy w ICM. W czerwcu 1994 r., przy pomocy naukowców z brytyjskiej służby pogody i firmy komputerowej Cray Research, zainstalował w Warszawie wersję 3.2 Modelu Zunifikowanego (UM), opracowanego w brytyjskiej służbie meteorologicznej. Następnie niewielka grupa współpracowników w Warszawie dopisała oprogramowanie graficzne i uruchomiła model w trybie operacyjnym (generując codziennie prognozy), poza strukturami polskiej służby meteorologicznej (IMGW). Model UM w tym czasie zawierał jeden kod prognostyczny (około 300 000 wierszy w Fortranie) i mógł być stosowany zarówno do globalnych prognoz krótkoterminowych, prognoz regionalnych, mezoskalowych, a także do wieloletnich całkowań przy badaniu zmian klimatu. Model wykorzystywał numeryczną aproksymację równań ruchu powietrza atmosferycznego w przybliżeniu hydrostatycznym i uwzględniał wiele procesów fizycznych – promieniowanie krótkofalowe (w czterech pasmach), promieniowanie długofalowe (w sześciu pasmach), procesy chmurowe i opadowe, mezoskalowe procesy konwekcyjne, procesy w warstwie granicznej i na powierzchni ziemi, a także cykl hydrologiczny z wielowarstwowym modelem gleby.
Interesował się naukowo m.in. asymilacją danych i filtrem Kalmana. Zmarł 13 czerwca 2021 w wieku 75 lat.